# Poa suksdorfii
Poa suksdorfii là một loài cỏ trong họ hòa thảo, thuộc chi poa.